# Tylorida cylindrata
Tylorida cylindrata är en spindelart som först beskrevs av Wang 1991.  Tylorida cylindrata ingår i släktet Tylorida och familjen käkspindlar. Inga underarter finns listade i Catalogue of Life.